# Cena Václava Buriana
Cena Václava Buriana je ocenění udělované od roku 2016 v Olomouci na počest novináře, překladatele a básníka Václava Buriana.
Cena je udělována ve dvou kategoriích: za poezii a za kulturní přínos pro středoevropský dialog. Mezinárodní porota nominuje vždy čtyři básníky a básnířky z Polska, Slovenska, České republiky a německojazyčné Evropy. V roce 2022 byla nominována také básnířka z Běloruska, v letech 2023 a 2024 básnířka z Maďarska.

## Laureáti

### Kategorie za poezii
- 2016 – Milan Děžinský (ČR). Nominace: Marie Iljašenko (ČR), Jerzy Jarniewicz (Polsko);
- 2017 – Tomasz Różycki (Polsko). Nominace: Elsa Aids (ČR), Anna Ondrejková (Slovensko), Jörg Zemmler (Rakousko);
- 2018 – Jarosław Mikołajewski (Polsko) a Michal Habaj (Slovensko). Nominace: Jakub Řehák (ČR), Cornelia Hümlbauer (Rakousko);
- 2019 – Max Czollek (Německo). Nominace: Julia Fiedorczuk (Polsko), Peter Prokopec (Slovensko), Lukáš Sedláček (ČR);
- 2020 – Dagmara Kraus (Německo). Nominace: Maciej Robert (Polsko), Michal Tallo (Slovensko), Yveta Shanfeldová (ČR);
- 2021 – Ondřej Macl (ČR). Nominace: Silvia Kaščáková (Slovensko), Krzysztof Siwczyk (Polsko), Sibylla Vričić Hausmann (Německo);
- 2022 – Dominika Moravčíková (Slovensko). Nominace: Anna Adamowicz (Polsko), Christian Filips (Německo), Maryja Martysevič (Bělorusko), Tim Postovit (ČR);
- 2023 – Katarína Kucbelová (Slovensko). Nominace: Zsófia Balla (Maďarsko), Greta Maria Pichler (Rakousko), Lubomír Tichý (ČR), Urszula Zajączkowska (Polsko).
- 2024 – Zita Izsó (Maďarsko). Nominace: Urszula Honek (Polsko), Juliana Sokolová (Slovensko), Luboš Svoboda (ČR), Clara Cosima Wolff (Německo).

### Kategorie za kulturní přínos pro středoevropský dialog
- 2016 – Aleksander Kaczorowski
- 2017 – László Szigeti
- 2018 – Andrzej Jagodziński[1]
- 2019 – Jurij Andruchovyč[2]
- 2020 – Monika Sznajderman
- 2021 – Martin Pollack
- 2022 – Martin M. Šimečka
- 2023 – Taras Prochasko
- 2024 – Jacek Purchla